# Anna Gumieniczek
Anna Gumieniczek (ur. 6 grudnia 1963 w Lublinie) – polska farmaceutka, profesor nauk farmaceutycznych.

## Życiorys
Od ukończenia studiów na Wydziale Farmaceutycznym w 1987 roku pracuje w Katedrze i Zakładzie Chemii Leków, gdzie przeszła wszystkie etapy rozwoju naukowego: w 1994 roku obroniła pracę doktorską Identyfikacja chromatograficzna oraz oznaczanie ilościowe wybranych leków pochodnych benzofuranu pod kierunkiem prof. Lecha Przyborowskiego, zaś w 2007 habilitowała się rozprawą Wpływ nowych leków przeciwcukrzycowych pioglitazonu i repaglinidu na wybrane parametry stresu oksydacyjnego i stanu zapalnego w eksperymentalnej cukrzycy.  Od 2007 roku do dziś pozostaje kierownikiem Katedry i Zakładu Chemii Leków. Jest członkinią Komisji Analizy Leku Komitetu Terapii i Nauk o Leku PAN.

## Działalność naukowa
Zainteresowania naukowe koncentrują się wokół analizy klasycznej i instrumentalnej leków oraz materiału biologicznego. Jest współautorką i redaktorką podręcznika do analizy środków leczniczych oraz współautorką ponad 80 prac o łącznym współczynniku IF przekraczającym 150. Wypromowała czterech doktorów, zrecenzowała 20 prac doktorskich i habilitacyjnych. 

## Odznaczenia
- Srebrny Krzyż Zasługi (2010)[10]